# Station Bremen-Blumenthal
Station Bremen-Blumenthal (Bahnhof Bremen-Blumenthal, ook wel Bahnhof HB-Blumenthal) is een spoorwegstation in het uiterste noordwesten van de Duitse stad Bremen, in de deelstaat Bremen. Het station bedient het Stadtsteil Blumenthal, wat zo'n 25 km ten noordwesten van het historische stadshart van Bremen ligt. Het station ligt aan de spoorlijn Bremen-Farge - Bremen-Vegesack. Op het station stoppen alleen Regio-S-Bahntreinen van Bremen en Nedersaksen op het station. Het station telt één perronspoor.

## Treinverbindingen
De volgende treinserie doet station Bremen-Blumenthal aan:
| Serie | Treinsoort                  | Route                                                                                    | Bijzonderheden                            |
| ----- | --------------------------- | ---------------------------------------------------------------------------------------- | ----------------------------------------- |
| RS1   | Regio-S-Bahn (NordWestBahn) | Bremen-Farge – Bremen-Blumenthal – Bremen-Vegesack – Bremen Hbf – Achim – Verden (Aller) | Extra spitsritten tussen Vegesack en Hbf. |